# Lexus LF-AR
Lexus LF-AR (Lexus Future Advance Roadster) – samochód koncepcyjny typu roadster, zaprezentowany przez należącą do koncernu Toyota firmę Lexus 13 stycznia 2008 r. na wystawie motoryzacyjnej w Detroit.
LF-AR został opracowany na bazie koncepcyjnego modelu Lexus LF-A, lecz w przeciwieństwie do niego nie doczekał się wersji seryjnej.